# Поперечненский сельский совет
Поперечненский сельский совет (укр. Поперечненська сільська рада) — входит в состав
Павлоградского района
Днепропетровской области
Украины.
Административный центр сельского совета находится в 
с. Поперечное.

## Населённые пункты совета
- с. Поперечное
- с. Новониколаевское
- с. Свидовок
- с. Степь